# Pocillopora eydouxi
Pocillopora eydouxi är en korallart som beskrevs av Milne Edwards och Jules Haime 1860. Pocillopora eydouxi ingår i släktet Pocillopora och familjen Pocilloporidae. IUCN kategoriserar arten globalt som nära hotad. Inga underarter finns listade i Catalogue of Life.